# Psychotria alegre
Psychotria alegre är en måreväxtart som beskrevs av Ined.. Psychotria alegre ingår i släktet Psychotria och familjen måreväxter. Inga underarter finns listade i Catalogue of Life.